# Jusar
Jusar är en ö nära Nötö i Nagu,  Finland.   Den ligger i Pargas stad i den ekonomiska regionen  Åboland  och landskapet Egentliga Finland. Ön ligger omkring 6 kilometer sydost om Nötö, omkring 32 kilometer söder om Nagu kyrka,  66 kilometer söder om Åbo och 180 km väster om Helsingfors. Närmaste allmänna förbindelse är förbindelsebryggan vid Sandholm som trafikeras av M/S Nordep.